# Црква Светог великомученика Лазара у Влаховићима
Црква Светог великомученика Лазара у Влаховићима је храм Српске православне цркве који се налази у Влаховићима у Републици Српској. Припада Епархији захумско-херцеговачкој. Храм је посвећен Светом великомученику Лазару, а подигнут је у 15. вијеку од стране кнеза Влаћ Бијелића.

## Историја
Црква Светог великомученика Лазара је по постанку стара, саграђена је у периоду послије косовске битке, задужбина је кнеза Влаћ Бијелића. Историјски извори потврђују да је ктитор цркве, кнез Влаћ Бијелић, живио у 15. вијеку. Његов син, војвода Вукосав Влаћевић, послије очеве смрти проширио је цркву.
По народном казивању, послије рањавања у борби, војвода Вукосав је на самрти заклео своје другове да га донесу у родни крај и сахране га у очевој Цркви. Смрт војводе Вукосава Влаћевића по мишљењу историчара Тошића везује са догађајима из 1481. године када је херцег Влатко (Косача) из Новог кренуо у борбу против Османлија и био поражен код мјеста "Mensagite" вјероватно негдје код Невесиња, гдје је изгубио сву војску коју је имао са собом. Послије наведеног сукоба Вукосава Влаћевића је његова дружина донијела на његову племениту баштину и сахранила поред његовог оца Влаћа Бијелића. Подаци о ктиторима налазе се уклесани на њиховим надгробним споменицима који се налазе у поду цркве. Надгробна плоча кнеза Влаћа лежи близу часне трпезе у знак поштовања према ктитору ове цркве, а плоча његовог сина војводе Вукосава лежи у дограђеном дијелу цркве.
У својој прошлости црква је неколико пута рушена и обнављана, док није добила данашњи облик. Црква је озидана клесаним каменом и врло је висока и прекривена каменим плочама. У поду цркве налазе се двије велике надгробне плоче (стећка), једна испред олтара, а друга на улазу у цркву са натписом црквенословенској ћирилици.

Плоча испред олтара има дужину 190 cm и ширину 128 cm. Њен натпис говори да је ту сахрањен њен ктитор — 
 †  Асе лежи кнезь Влаћь Биелићь у свои црькви у Светомь Лазару. Чловече тако да ниеси проклеть нетикаи у ме.

Плоча поред улаза у цркву има дужину 214 cm и ширину 190 cm. Њен натпис гласи — 
 †  Асе лежи Вукосавь воевода Влаћевићь смомь друговахь дружиномь и загибох на размирној краине ко (са) мога господина и донесоше ме дружина на своју племениту баштину и да е проклеть тко ће ме такнути.

У близини цркве налази се некропола стећака и активно православно гробље. Више читавих стећака са некрополе је у бурној прошлости искоришћено за израду високог зида црквене порте. Испред цркве се налази још један средњовјековни надгробни споменик (стећак), на ком се налази лошије очуван натпис који гласи — 
 † Асе лежи Вукац Вуч[и]хнићь [на племенитој] види се зламение чтио[че помени]те а вась Б[о]гь благосло[вио сиече и пише ковачь] Прибисавь.
Око цркве св. кнеза Лазара евидентирано је 65 стећака, који се датирају у период између XIV и XVI вијека.
Одлуком из 2009. године Црква Светог великомученика Лазара у Влаховићима са некрополом стећака је проглашена националним спомеником.